# ФК Кайсар
ФК „Кайсар“ (на казахски: Оқжетпес Футбол Клубы е футболен клуб от град Къзълорда, Къзълординска област, Казахстан. Основан през 1968 година.
Домакинските си мачове играе на „Стадион имени Гани Муратбаева“ с капацитет 6800 зрители.

## Предишни имена
| Години      | Име                |
| ----------- | ------------------ |
| 1968        | „Волна“            |
| 1968 – 1973 | „Автомобилист“     |
| 1974 – 1978 | „Орбита“           |
| 1979 – 1989 | „Мелиоратор“       |
| 1990 – 1995 | „Кайсар“           |
| 1996 – 1997 | „Кайсар-Мунай“     |
| 1997 – 2000 | „Қайсар команда“   |
| от 2001     | „Кайсар-Hurricane“ |

## Успехи
- Висша лига на Казахстан
  - 4 място (2): 1998, 2008
- Купа на Казахстан:
  -  Носител (2): 1998/99, 2019
- Първа лига
  -  Шампион (4): 1995, 2005, 2013, 2016

## Български футболисти
- Георги Каранейчев: 2015 - (5 мача - 0 гола)
- Пламен Димов: 2015 - (2 мача - 1 гол)
- Александър Колев: 2020 - (13 мача - 0 гола)